# Campos de concentração nos Estados Unidos

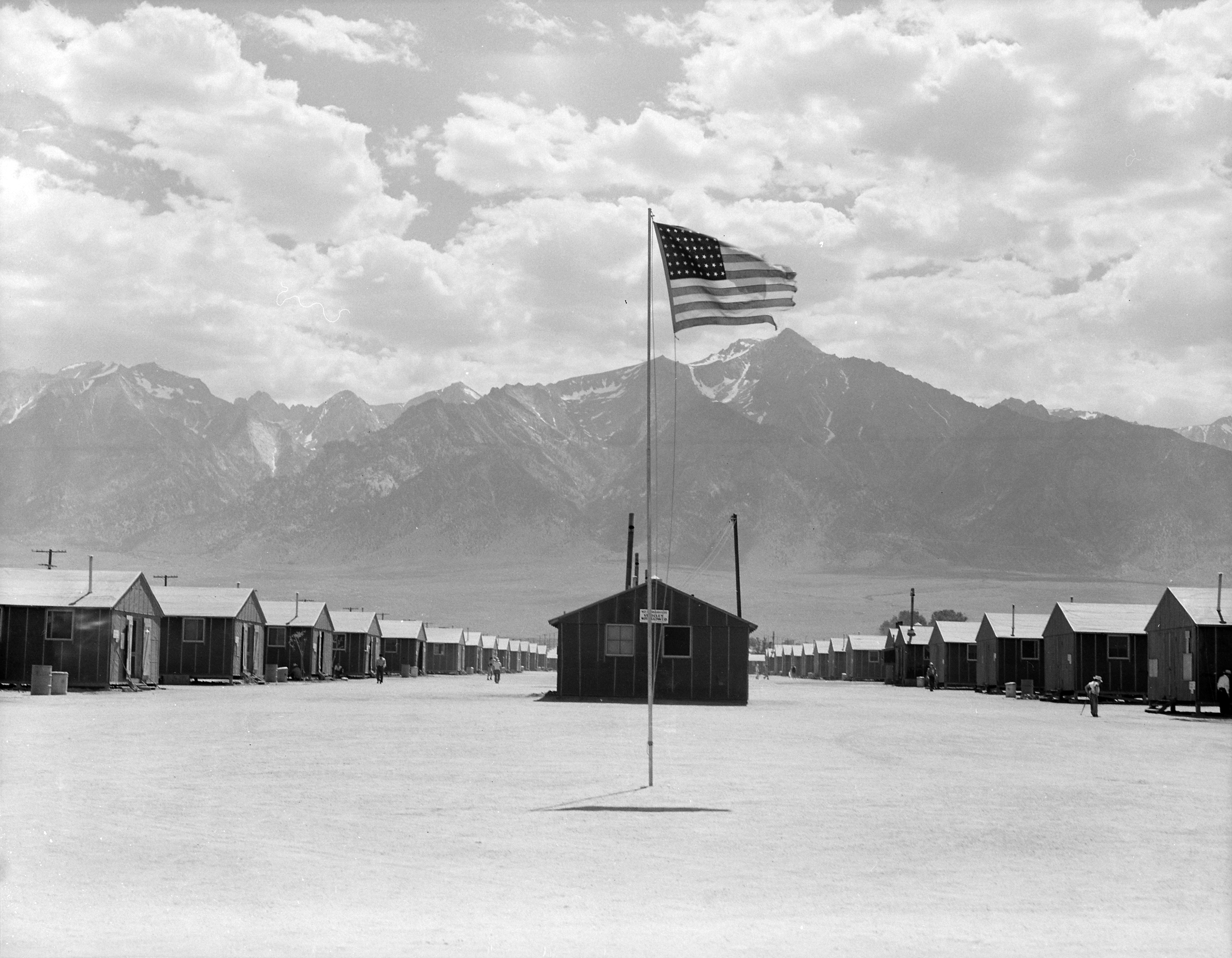
Campo de Manzanar, Califórnia.

Os campos de concentração nos Estados Unidos alojaram cerca de 120 000 pessoas, na sua maior parte de etnia japonesa, e sendo mais da metade delas cidadãos norte-americanos. Os campos, situados no interior do país, foram projetados para esse fim e estiveram ocupados de 1942 até 1948.
O objetivo foi deslocá-los da sua residência habitual, maioritariamente na Costa Oeste, para instalações construídas sob medidas extremas de segurança; os campos estavam fechados com arame farpado, e vigiados por guardas armados, e situados em paragens afastadas dos centros populacionais. As tentativas de abandono do campo resultaram ocasionalmente no abatimento dos reclusos.

## Origens
A ação foi tomada em resposta ao ataque a Pearl Harbor durante a Segunda Guerra Mundial, pelo que os Estados Unidos se incorporaram às Forças Aliadas contra o Eixo Roma-Berlim-Tóquio, mas foram maioritariamente as pessoas de etnia japonesa que viviam na costa do Pacífico as submetidas a este internamento.

O Tenente-general John L. DeWitt, comandante da Defesa Oeste dos Estados Unidos, foi encarregue de internar os norte americanos de etnia japonesa. Embora DeWitt comandasse a evacuação forçosa, inicialmente expressou a um superior a sua moléstia por esta ordem, alegando que: 
| “ | Um cidadão norte-americano é, afinal, um cidadão norte-americano. | ” |

De Witt também assegurou que era possível diferenciar os estrangeiros leais aos Estados Unidos dos não leais.
O Secretário de Guerra Henry Stimson era de acordo com DeWitt, mas a histeria contra os cidadãos de origem japonesa pronto alcançou os níveis militares e governamentais.
A 10 de dezembro de 1941, espalhou-se o rumor de que 20 000 nissei estavam preparando-se para iniciar um levantamento armado em São Francisco. DeWitt pensava arrestar de imediato todos os japoneses étnicos, mas o chefe local do FBI conseguiu convencê-lo de que a informação era falsa.
Algumas organizações norte-americanas clamaram pelo encarceramento de todos os nissei, entre as quais se destacam a Legião Norte-americana e os Filhos Nativos do Dorado Oeste. O Secretário da Armada Frank Knox acrescentou mais pólvora à histeria antijaponesa ao declarar que se levara a cabo um efetivo trabalho de quinta-coluna em Hawai, e ao recomendar a evacuação de todas as pessoas com sangue japonês de Oahu. Porém, a declaração de Knox foi desmentida, confidencialmente, por pessoas próximas ao Presidente Roosevelt.
O Congressista Leland Ford escreveu em meados de janeiro uma carta recomendando que todos os japoneses "sejam colocados em campos de concentração no interior", assegurando que os japoneses étnicos naturalizados que realmente quisessem demonstrar o seu patriotismo deveriam estar dispostos a aceitar este sacrifício. O Governador de Oregon Charles A. Sprague demandou mais proteção contra atividades estrangeiras, fazendo ênfase nos japoneses residentes na costa. Pela sua vez, o Prefeito de Seattle, Earl Millikin, assegurou que embora a grande maioria dos japoneses étnicos não fossem uma ameaça, outros eram capazes de "queimar a povoação" e facilitar um ataque aéreo japonês. O Governador da Califórnia, Culbert Olson, também participou na histeria assegurando que alguns residentes japoneses estavam comunicando-se com o inimigo ou se estavam preparando para formar uma quinta-coluna.

A princípios de fevereiro, Los Angeles Times participou em acrescentar a histeria contra os japoneses:
| “ | Uma víbora é uma víbora, sem importar onde se abra o ovo. Do mesmo jeito, um japonês-norte-americano, nascido de pais japoneses, converte-se num japonês, não num norte-americano. | ” |

Depois DeWitt ordenou realizar registos nas casas de japoneses étnicos, com o objetivo de apoderar-se de câmaras e armas "subversivas". Quando o Fiscal Geral Francis Biddle alegou que era preciso apresentar uma possível causa de arresto, DeWitt assegurou que ser descendente de japonês era uma. Porém, após realizar várias procuras sem ordens de registro, até mesmo nas casas de cidadãos norte-americanos, o FBI reportou que não se encontraram armas que pudessem ser utilizadas para ajudar o inimigo, nem câmaras que estivessem sendo usadas em trabalhos de espionagem.
A 25 de janeiro de 1942, Biddle foi convencido por Stimson, que pela sua vez foi convencido por DeWitt, de estabelecer zonas proibidas para os estrangeiros de países inimigos, e zonas restringidas, onde os estrangeiros poderiam estar mas sob vigilância. Posteriormente, Biddle explicou que aceitara porque cria que somente os estrangeiros se veriam afetados, não os estrangeiros naturalizados ou os cidadãos descendentes de estrangeiros.
A 9 de fevereiro, DeWitt solicitou a Biddle incluir a Portland, Seattle e Tacoma na lista de zonas proibidas, o que significava a evacuação de milhares de pessoas. Biddle recusou, alegando que não recebera uma justificação para aceder. Contudo, Biddle agregou que se esta evacuação era uma "necessidade militar", a decisão devia ser tomada pelo Departamento de Guerra, não pelo Departamento de Justiça.
Quase de imediato, o Presidente Franklin D. Roosevelt foi pressionado por Stimson para que acedesse ao plano de DeWitt. Depois, uma delegação do Congresso enviou uma resolução a Roosevelt solicitando a evacuação imediata dos japoneses étnicos, sem distinguir entre estrangeiros ou cidadãos.

A 14 de fevereiro, DeWitt recomendou formalmente a "evacuação de japoneses e outras pessoas subversivas da costa do Pacífico. DeWitt assegurou:
| “ | O fato de não ter ocorrido alguma sabotagem até a data é uma indicação perturbante de que tal ação ocorrerá. | ” |

A 17 de fevereiro, Biddle insistiu frente do Presidente de que não tomasse esta medida pela última vez, argumentando que não havia evidência de um ataque iminente e que o FBI não tinha evidências de possíveis sabotagens. O Diretor do FBI, J. Edgar Hoover, também recomendou a Roosevelt que não evacuasse os japoneses, mas foi em vão.

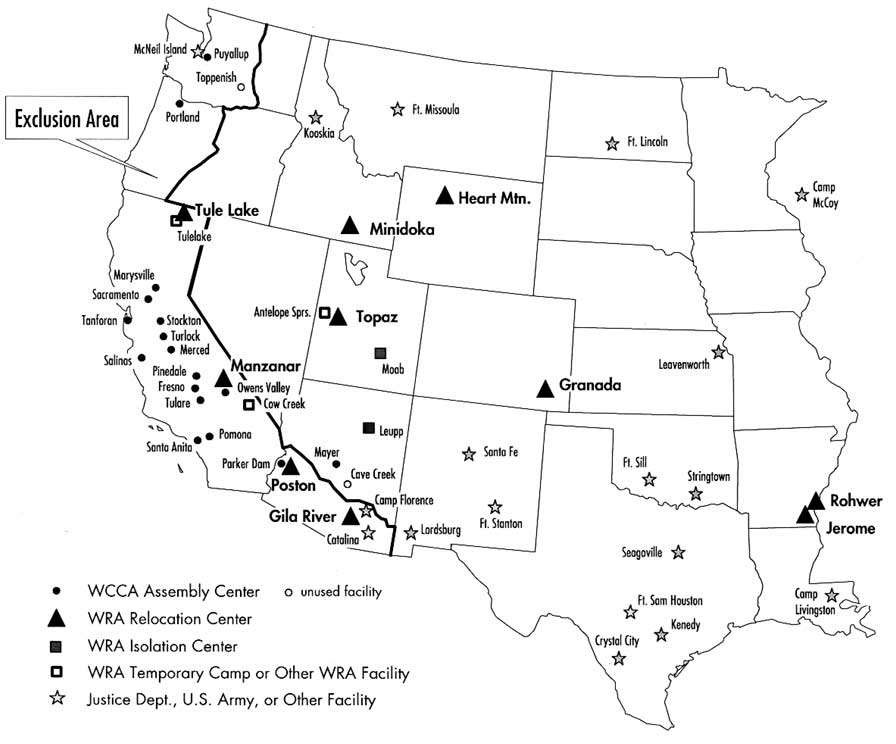
Campos do War Relocation Authority no Oeste dos EUA

A 19 de fevereiro, Roosevelt assinou a Ordem executiva 9066, autorizando o Departamento de Guerra para delimitar áreas militares onde a permanência das pessoas seria decidida pelo Secretário da Guerra Henry Stimson. Este último aclarou a DeWitt que os descendentes de italianos não deveriam ser molestados, e que somente alguns refugiados alemães deviam ser considerados.
Uma apelação apresentada por organismos de defesa dos direitos humanos tentou impugnar o direito do governo a encerrar pessoas por razões étnicas, mas a Corte Suprema dos Estados Unidos recusou a petição.
A 23 de fevereiro, um submarino japonês I-17 disparou contra um armazém de combustível em Santa Bárbara, incendiando uns barris sem provocar baixas. Ao dia seguinte, unidades do Exército norte-americano em Los Angeles viram-se afetadas pela histeria e atiraram as suas armas antiaéreas ao céu. O ruído sobressaltou a algumas unidades de artilharia que também atiraram os seus canhões, cerca de 1430 cargas. Embora posteriormente esse episódio fosse chamado burlosamente a “Batalha de Los Angeles”, nesses dias somente contribuiu para incrementar a histeria populacional.
A 2 de março, DeWitt estabeleceu a Área de Exclusão Militar 1, que ocupava o oeste de Washington, Oregon, Califórnia e a metade sul da Arizona. A Área de Exclusão militar 2 ocupava o restante dos estados mencionados. DeWitt não pôde iniciar de imediato a evacuação porque se apercebeu que não era considerado um crime que um civil recusasse cumprir uma ordem militar. Stimson solucionou o problema criando uma lei que condenava tudo civil que desobedecesse um militar numa área militar a um ano de prisão e a uma multa de 5000 dólares. A 9 de março, a lei foi apresentada no Congresso, somente um senador republicano se opôs, e ninguém votou contra da lei. A 21 de março a lei foi assinada por Roosevelt e DeWitt finalmente obteve o sinal verde para iniciar a evacuação forçosa dos Nisei.
A 31 de março de 1942 a Zona 1 foi declarada fora de limites para qualquer pessoa de ascendência japonesa. De imediato ordenou-se que aqueles japoneses ou descendentes de japoneses residentes que se preparassem para partir, sem especificar o seu destino e limitando a sua bagagem a um bolso de mão. Embora 7 de cada 10 étnicos japoneses afetados pela medida tivessem nascido nos Estados Unidos, a ordem não fazia distinção sobre nativos ou estrangeiros.
Apesar de sua pequena população japonesa (e, portanto, não estar sujeita ao destino de quaisquer zonas de exclusão), o Alasca também estava sujeito a remoção pelo Comando de Defesa do Oeste, considerando que o território era considerado um teatro ativo de operações. Isso trouxe toda a costa oeste como fora de limites para qualquer pessoa de origem japonesa.
Também se pensou em internar os estrangeiros alemães e italianos, mas houve tantos protestos que o governo norte-americano desistiu, argumentando que a estrutura econômica dos Estados Unidos ver-se-ia afetada e que o moral dos cidadãos descendentes de alemães e italianos decairia.

## Estabelecimento dos campos
| Nome           | Estado     | Aberto em        | Max. Pob. |
| -------------- | ---------- | ---------------- | --------- |
| Manzanar       | Califórnia | março de 1942    | 10 046    |
| Tule Lake      | Califórnia | maio de 1942     | 18 789    |
| Poston         | Arizona    | maio de 1942     | 17 814    |
| Gila River     | Arizona    | julho de 1942    | 13 348    |
| Granada        | Colorado   | agosto 1942      | 7 318     |
| Heart Mountain | Wyoming    | Agosto 1942      | 10 767    |
| Minidoka       | Idaho      | Agosto 1942      | 9 397     |
| Topaz          | Utah       | setembro de 1942 | 8 130     |
| Rohwer         | Arkansas   | setembro de 1942 | 8 475     |
| Jerome         | Arkansas   | outubro de 1942  | 8 497     |

Inicialmente pensou-se em obrigar as pessoas de etnia japonesa a viver numa áreas escolhidas no interior do país, mas os povoadores destas áreas protestaram contra a medida e decidiu-se internar os prisioneiros em campos especialmente criados para este fim.
Então, as pessoas de etnia japonesa, cerca de 110 000, foram obrigados a vender as suas moradias e negócios em oito dias, embora em algumas partes este tempo se rebaixasse a quatro dias ou fosse elevada a duas semanas. Ao ficarem a saber esta medida, apareceram compradores hostis, que compraram as posses japonesas a preços muito baixos. Naqueles dias, os japoneses étnicos possuíam 0,02% da terra cultivável da Costa Oeste, mas o valor das suas terras, em média, era sete vezes superior ao do média regional. Quando a um afetado pela medida eram negados uns dias adicionais para a colheita, destruiu-a. Imediatamente foi arrestado acusado de sabotagem; este foi o maior caso de sabotagem japonesa reportado nos Estados Unidos durante a guerra..
Muitos japoneses colocaram as suas posses em armazéns, esperando poder reclamá-las depois da guerra, mas enquanto isso, foram vandalizadas e roubadas. Alguns arrendaram-nas, mas os ocupantes depois recusaram pagar o aluguer. Alguns donos de plantações descobriram depois da guerra que os seus trabalhadores venderam os terrenos a terceiros. Muitos que decidiram não vender as suas propriedades, descobriram depois da guerra que as suas casas foram invadidas ou que o Estado as expropriara por não pagar impostos.
Uma vez finalizado o tempo para a preparação, os japoneses étnicos foram levados a centros de reunião em comboios ou autocarros, vigiados por guardas armados. Na maioria dos casos, estes centros eram hipódromos, e os evacuados tinham de dormir nos estábulos.
No final de maio de 1942, os evacuados foram instalados em campos rodeados por alambradas. Estes campos foram chamados "centros de relocalização", mas as condições de vida ali eram apenas ligeiramente melhores que as dos campos de concentração.
Nos campos, entregaram placas para se identificarem a cada família, com um número para cada membro.
Um campo de internamento foi o de Crystal City, no Texas, onde foram colocados, entre outros, japoneses, nipo-latinos e alemães. Neste campo os internados receberam um trato agradável por parte das autoridades norte-americanas. Por outro lado, o campo de Tule Lake esteve sob um regime mais severo; foi reservado para os descendentes de japoneses e as suas famílias que eram suspeitos de espionagem, traição ou deslealdade, bem como para líderes comunitários, como sacerdotes ou mestres. Outra famílias foram levadas a Tula Lake ao solicitarem ser repatriadas ao Japão. Neste campo houve algumas manifestações pró-japonesas no decurso da guerra.

## Dissolução
A princípios de 1943, DeWitt já não contava com credibilidade no Departamento de Guerra, e foi relevado do controle no Comando Oeste. No seu relatório final, DeWitt assegurou que a evacuação forçosa dos japoneses para campos fora necessária, pois assegurou ter recebido centos de reportes sobre aparições de luzes na costa e transmissões de rádio de origem desconhecida. Hoover troçou da Divisão de Inteligência Militar de DeWitt, pois mostrava "histeria e falta de julgamento".
Contudo, não foi até a primavera de 1944 que o Departamento de Guerra recomendou a dissolução dos campos ao Presidente Roosevelt. Contudo, devido a que esse ano Roosevelt buscava a reeleição, a decisão foi adiada.
Assim, na primeira reunião de gabinete depois da reeleição de Roosevelt, decidiu-se soltar todos os evacuados que demonstraram ser leais. Mas esta decisão tardou um ano em ser executada completamente.
À saída, os evacuados receberam um bilhete de comboio e 25 dólares.

## Pós-guerra
O governo norte-americano ofereceria compensações às vítimas a partir de 1951, mas desculpar-se-ia somente em 1988, afirmando que a concentração de prisioneiros se deveu a "preconceitos raciais, a histeria bélica e a deficiência da liderança política". O Presidente Ronald Reagan assinou além disso uma ata na que oferecia 20 mil dólares norte-americano às vítimas sobreviventes.
Durante a guerra, muitos norte-americanos descendentes de japoneses perderam todas as suas posses, pois as suas poupanças foram confiscadas pelo governo ao serem considerados "propriedade inimiga". Estima-se que se perderam uns 400 milhões de dólares desta maneira, mas depois da guerra, o governo apenas devolveu 40 milhões. Contudo, estas devoluções ocorreram muitos anos depois do ataque a Pearl Habor. No caso dos clientes do Yokohama Specie Bank, banco norte-americano de origem japonesa, os depositantes não receberam as suas poupanças até 1969, quando o Supremo Tribunal decidiu em  seu favor, especificando que a devolução devia ser realizada sem juros e ao valor do pré-guerra (sem correção).
Uma das unidades mais condecoradas durante a guerra foi o 442º Equipa de Regimento de Combate, integrado por japoneses-norte-americanos. Em total recebeu sete Citações Presidenciais da Unidade, uma Medalha de Honra, 47 Cruzes por Serviço Distinguido, 350 Estrelas de Prata, 850 Estrelas de Bronze e de 3600 Corações Púrpura. Contudo, em alguns casos, a família de um soldado podia encontrar-se nos campos.

## Cooperação da América Latina
Houve acordos com quase todos os países da América Latina (salvo a Argentina e o Chile) para que estes enviassem alguns dos seus respectivos cidadãos de origem japonesa para os campos dos Estados Unidos e Panamá ou aplicassem o seu próprio programa de internamento. Algumas destas pessoas somente eram descendentes de japoneses e nunca estiveram no Japão. Em total, 2264 do Peru (1800), Bolívia, Colômbia, Costa Rica, a República Dominicana, Equador, El Salvador, Guatemala, Haiti, Honduras, México, Nicarágua, Panamá e Venezuela foram deslocados inicialmente para os campos de concentração nos EUA e no Panamá, e dali uns 860 partiram para o Japão como parte de uma troca. Ao finalizar a guerra,  900 foram deportados para o Japão, 360 foram objeto de ordens condicionais de deportação, 300 permaneceram nos Estados Unidos, 200 regressaram a países da América Latina, e apenas 79 receberam autorização para regressar ao Peru.

## Debate terminológico
A designação exata dos campos é objeto de discussão entre as fontes e os historiadores; as referências oficiais designam-nos como "campos de internamento". Os defensores da medida preferem o nome de campos de relocalização; outros falam deles como campos de detenção ou de concentração.
A defesa do termo relocalização argumenta que esse era o nome oficial; que os campos não eram prisões; e que quase um quarto dos residentes receberam eventualmente licença para se instalar fora dos campos, embora lhes fosse proibido o acesso à área de exclusão na costa oeste dos Estados Unidos, exceto que fossem avalizados excepcionalmente por uma família não-japonesa, ou uma agência governamental.
Os seus críticos aduzem que se trata de um eufemismo que não descreve adequadamente a natureza real desses campos: perímetros valados, vigilância por guardas armados  e situação isolada, fora da área populacional. Documentaram-se casos em que os guardas atiraram a internos que intentavam cruzar as valas. As condições correspondem com o que se entende geralmente como campo de concentração, embora as condições não fossem exatamente iguais às dos Konzentrationslager na Alemanha nazi ou os campos de concentração britânicos na África do Sul durante a Segunda Guerra Bôer.
A Comissão sobre Confinamento e Relocalização de Civis durante a Guerra, do Congresso dos Estados Unidos explicou num relatório de 1983 a respeito da denegação de justiça a sua decisão de chamá-los campos de relocalização  com estas palavras:
A Comissão absteve-se pelo general de modificar os termos e frases empregados, tentando assim refletir adequadamente a terminologia da época e evitar a confusão que poderia provocar a introdução de terminologia nova. Deixamos ao leitor que decida até que  ponto a retórica da época confirma a sentença de George Orwell de que na nossa época, o idioma da política consiste pelo geral na defesa do indefensável; para facê-lo, deve consistir sobretudo em eufemismos, petições de princípio e pura e simples ambiguidade.
A maioria dos historiadores atuais usam o termo campos de internamento por ser relativamente neutral.